# Общество с ограниченной ответственностью (Россия)
О́бщество с ограни́ченной отве́тственностью (ООО) в российском законодательстве — учреждённое одним или несколькими юридическими и/или физическими лицами хозяйственное общество, уставный капитал которого разделён на доли; участники общества — учредители — не отвечают по его обязательствам и несут риск убытков только в размере стоимости их долей, связанных с деятельностью общества, в пределах стоимости принадлежащих им долей или акций в уставном капитале общества, но только до тех пор, пока общество не находится в стадии банкротства. При банкротстве общества участники могут понести субсидиарную ответственность по долгам общества всем имеющимся у них имуществом.
В иностранном контексте может использоваться термин компания с ограниченной ответственностью.
Общество с ограниченной ответственностью предназначено прежде всего для мелких и средних предпринимателей, которые не хотят рисковать всем своим имуществом в полных и коммандитных товариществах или создавать акционерные общества, законодательные требования к которым более строги. Но также в этой форме может осуществляться и ведение крупного бизнеса.

## История
Первые общества с ограниченной ответственностью (нем. Gesellschaft mit beschränkter Haftung, GmbH) возникли в Германской империи, так как ощущалась потребность в таком типе товарищеского предприятия, который, занимая среднее место между полным и коммандитным товариществами, с одной, и акционерными компаниями — с другой стороны, совмещало бы в себе известные черты всех этих форм юридических лиц. Этим объясняется издание германского закона 1892 года об обществах с ограниченной ответственностью.
Затем конструкция общества с ограниченной ответственностью была воспринята большинством европейских правопорядков. В англо-американском праве аналогами общества с ограниченной ответственностью являются closed corporation и private limited company, Ltd.
В Советской России общества с ограниченной ответственностью впервые появились во времена НЭПа как товарищества с ограниченной ответственностью (согласно статье 318 Гражданского кодекса РСФСР 1922 года его участники-коммерсанты отвечали по его обязательствам и некоторой частью личного имущества) и было прообразом современного общества с дополнительной ответственностью.

## Экономический смысл общества с ограниченной ответственностью
Общество с ограниченной ответственностью наряду с иными видами хозяйственных обществ, а также хозяйственных товариществ, производственных кооперативов, государственных и муниципальных унитарных предприятий является коммерческой организацией, то есть организацией, преследующей цель извлечения прибыли в качестве основной цели своей деятельности и распределяющей полученную прибыль между участниками.
В отличие от государственных и муниципальных унитарных предприятий, на имущество которых их учредители имеют право собственности или иное вещное право, общества с ограниченной ответственностью (равно как и иные виды хозяйственных обществ, хозяйственных товариществ и производственных кооперативов) характеризуются тем, что их участники имеют обязательственные права.
В частной экономической практике ООО является наиболее востребованной организационно-правовой формой среди коммерческих организаций.
При этом общество с ограниченной ответственностью характеризуется тем, что текущее (оперативное) управление в обществе (в отличие от товариществ) передается исполнительному органу, который назначается учредителями либо из своего числа, либо из числа иных лиц.
За участниками общества сохраняются права по стратегическому управлению обществом, которые осуществляются ими путём проведения периодических общих собраний участников.
В отличие от акционерных обществ компетенция общего собрания участников общества с ограниченной ответственностью может быть расширена по усмотрению самих участников; также отдельным участникам могут быть предоставлены дополнительные права.
В отличие от акционерных обществ прибыль общества с ограниченной ответственностью может делиться между участниками общества не только пропорционально их долям в уставном капитале общества, но и иным образом в соответствии с Уставом общества (если иной порядок предусмотрен Уставом).
В отличие от участников акционерного общества (акционеров) участник общества с ограниченной ответственностью может не только продать (или иным образом уступить) свою долю в уставном капитале общества, но и выйти из общества, потребовав выплаты стоимости части имущества, соответствующей его доле в уставном капитале общества, если это предусмотрено Уставом общества.
Участники общества с ограниченной ответственностью, а также само общество имеют преимущественное право покупки доли одного из участников, в случае его намерения продать свою долю третьим лицам.
Также Уставом общества может быть предусмотрен запрет на отчуждение доли участников третьим лицам.

## Органы управления обществом в России
Законодательство Российской Федерации предъявляет гораздо меньшие процедурные требования к деятельности общества с ограниченной ответственностью (в том числе, что касается созыва общих собраний, раскрытия информации и др.), чем к деятельности акционерного общества. Это связано с тем, что ООО не размещает своих акций на публичном рынке капиталов и с тем, что количество участников ООО не может быть слишком велико (не более пятидесяти человек в соответствии с Законом «Об обществах с ограниченной ответственностью», в противном случае оно обязано провести реорганизацию в акционерное общество).
Действующее законодательство предусматривает возможность (но не обязательность) следующей структуры органов ООО:
- Общее собрание участников (ОСУ)

Данный орган управления является обязательным в ООО.
Предусмотренная законом компетенция ОСУ может быть расширена в любых пределах, установленных учредителями/участниками в уставе ООО.
При этом уникальной особенностью ООО является возможность предусмотреть Уставом, что участники при голосовании на ОСУ будут обладать количеством голосов, не пропорциональным размеру их долей в уставном капитале ООО, то есть независимо от размера их долей в уставном капитале ООО (абз. 5 п. 1 ст. 32 закона «об обществах с ограниченной ответственностью»). В остальных случаях количество голосов участников пропорционально размеру их долей в уставном капитале.
- Совет директоров (Наблюдательный совет)

В ООО данный орган управления ни при каких обстоятельствах не является обязательным.
Компетенция Совета директоров, предусмотренная в законодательстве, является для данного органа управления рекомендуемой и может быть также расширена в любых пределах, установленных учредителями/участниками в уставе ООО.
В связи с практически полным отсутствием в законе каких-либо ограничений в отношении Совета директоров порядок создания и осуществления деятельности данного органа управления полностью зависит от содержания устава каждого ООО, а также внутренних документов, утверждённых ОСУ.
- Исполнительные органы ООО:

— Коллегиальный исполнительный орган (Правление, Дирекция и другое)
В ООО данный орган управления ни при каких обстоятельствах не является обязательным.
Осуществляет руководство текущей деятельностью ООО совместно с единоличным исполнительным органом.
В связи с практически полным отсутствием в законе каких-либо ограничений в отношении Коллегиального исполнительного органа порядок создания и осуществления деятельности данного органа управления полностью зависит от содержания устава каждого ООО, а также внутренних документов, утверждённых ОСУ.
— Единоличный исполнительный орган (генеральный директор, президент и другие)
Данный орган управления является обязательным в ООО, если его функции не были переданы управляющей организации.
Осуществляет руководство текущей деятельностью ООО.
В отношении единоличного исполнительного органа используется принцип остаточной компетенции, что подразумевает наличие широчайшего объёма полномочий, лишь ограниченного компетенцией, предусмотренной для других органов управления ООО (то есть имеет право делать всё, что не предусмотрено для других).
- Ревизионная комиссия (Ревизор)

Данный орган в ООО является обязательным только при наличии в ООО более 15 учредителей/участников
Функциональность ревизионной комиссии выражается следующими её правами и обязанностями:
— проводить проверки финансово-хозяйственной деятельности в любое время;
— иметь доступ ко всей документации, касающейся деятельности;
— требовать от всех членов органов управления и работников ООО необходимые пояснения в устной или письменной форме;
— обязана проводить проверку годовых отчётов и бухгалтерских балансов общества.

## Некоторые особенности общества с ограниченной ответственностью
- В России ООО может быть учреждено одним лицом, которое становится его единственным участником. ООО не может иметь в качестве единственного участника другое хозяйственное общество, состоящее из одного лица[4].
- В России число участников ООО не должно быть более пятидесяти. В случае, если число участников ООО превысит указанный предел, ООО в течение года должно преобразоваться в непубличное акционерное общество либо публичное акционерное общество или в производственный кооператив[4].

## Муниципальные ООО и АО в России
По решению местных депутатских собраний на основании ст. 68 Федерального закона «Об общих принципах организации местного самоуправления в РФ» от 06.10.2003 № 131-ФЗ, Органы местного самоуправления (муниципалитет) в праве выступать учредителями ООО и АО.

## Сравнение ООО и АО в России
| Категория                           | ООО | АО |
| ----------------------------------- | --- | --- |
| Учреждение юридического лица        | Для учреждения ООО достаточно соблюдения процедур принятия учредителями решений по вопросам учреждения ООО (подписание Договора об учреждении, утверждение Устава, образование органов управления и т. п.) и последующем прохождением процедур создания ООО в регистрирующих органах. | При создании АО, после регистрационных процедур (аналогичных учреждению ООО), необходимо пройти дополнительный этап — первичное размещение акций (зарегистрировать эмиссию). |
| Органы управления                   | - Компетенция общего собрания участников (ОСУ) может быть расширена в Уставе ООО; - Для принятия решения квалифицированным большинством на ОСУ, необходимо всего 2/3 голосов; - Учредители/участники ООО могут предусмотреть в Уставе, что голосование на ОСУ будет проводиться непропорционально их долям в уставном капитале (УК); - Избрание Совета директоров, Правления и Ревизионной комиссии может проводиться как голосованием простым большинством голосов, так и кумулятивным голосованием; - Наличие в структуре органов управления Ревизионной комиссии обязательно только при количестве учредителей/участников в ООО более 15. | - Компетенция Общего собрания акционеров (ОСА) не может быть изменена; - Для принятия решения квалифицированным большинством на ОСА, необходимо 3/4 голосов; - Каждый акционер обладает исключительно количеством голосов, пропорционально принадлежащему ему количеству акций; - Избрание Совета директоров должно проводиться только кумулятивным голосованием, а Правления и Ревизионной комиссии только простым большинством (если в компетенции ОСА) - Наличие в структуре органов управления Ревизионной комиссии является обязательным при любых условиях.          |
| Порядок финансирования деятельности | Учредители/участники могут предусмотреть в Уставе ООО возможность внесения ими имущественных вкладов без изменения размера УК и долей участников. Уставом ООО может быть предусмотрено, что такие имущественные вклады могут вноситься непропорционально размерам долей участников. | Внесение имущественных вкладов в АО без увеличения его УК (с процедурами дополнительных эмиссий) невозможно. |
| Государственный контроль            | В отношении ООО действуют общие требования к юридическим лицам по соблюдению законодательства РФ | Деятельность АО контролируется, помимо прочих гос.органов, так же и Центральным банком, в том числе: - в отношении публичных АО применяются требования законодательства о регулярном раскрытии информации, связанные с представлением ежеквартальных отчетов, формированием списков аффилированных лиц, публикацией существенных фактов и пр. - административные санкции в случае выявления нарушений согласно КоАП РФ варьируются: - на само АО — от 300 000 до 1 000 000 рублей; - на должностное лицо АО — от 20 000 до 50 000 рублей, либо дисквалификация на 1-2 года |
| Увеличение уставного капитала       | В ООО процедура увеличения УК ограничена принятием корпоративных решений, внесением соответствующих вкладов и регистрацией изменений в Уставе в регистрирующем органе; | Процедура увеличения УК, кроме регистрации изменений в Устав, содержит необходимость соблюдения процедур дополнительной эмиссии акций, что может занять в общей сложности более полугода. |
| Резервный и иные фонды              | - необходимость Резервного фонда определяется учредителями/участниками в Уставе ООО; - целевое назначение, размер фондов, размер и порядок отчислений определяются учредителями/участниками в Уставе ООО. | - наличие Резервного фонда в АО обязательно; - целевое назначение, размер фондов, размер и порядок отчислений определяются акционерами в Уставе АО с учётом ограничений и запретов, установленных Законом. |
| Продажа долей/акций                 | Продажа долей участников требует обязательного нотариального оформления и последующего уведомления регистрирующего органа о произошедших изменениях в составе участников ООО Также следует учесть, что: - при продаже доли в УК действует преимущественное право участников; - преимущественное право может применяться в отношении не всей продаваемой доли, либо непропорционально размеру долей и пр., а также на иных условиях, предусмотренных Уставом ООО; - цена продажи доли может быть зафиксирована Уставом ООО, либо Уставом могут быть установлены критерии определения стоимости доли.                                          | Продажа акций проводится только через реестр акционеров, который может вести как само АО, так и специализированный участник рынка ценных бумаг. - при продаже акций действует преимущественное право акционеров только в АО (к ПАО не применимо); - условия применения преимущественного права по сравнению с ООО значительно ограничены; - установление цены акций или критериев её определения в Уставе АО — невозможно. |
| Выход из юридического лица          | Закон позволяет предусмотреть учредителям в Уставе право в любой момент выйти из ООО с получением действительной стоимости доли в порядке, установленном Уставом. | Закон не позволяет в любой момент прекратить участие акционера в АО без процедуры продажи своих акций. |

## Документы, необходимые для регистрации ООО в России
1. Заявление о государственной регистрации юридического лица при создании (форма № Р11001 Архивная копия от 23 февраля 2014 на Wayback Machine);
2. Решение об учреждении, если учредителей более одного, то допускается оформление в форме протокола общего собрания учредителей, однако юридически грамотнее будет оформить протокол общего собрания учредителей, и на основании него Решение общего собрания учредителей об учреждении;
3. Учредительные документы юридического лица. Представляется в одном или двух экземплярах, в зависимости от требований конкретного регистрирующего органа;
4. Квитанция об уплате государственной пошлины в размере 4000 руб.;
5. Документ, подтверждающий статус учредителя, если им выступает иностранное юридическое лицо.

В случае необходимости одновременно с документами для регистрации предоставляется заявление о переходе на упрощённую систему налогообложения, либо в течение 30 дней со дня регистрации ООО в налоговую инспекцию по месту постановки на налоговый учёт.

### Учредительные документы общества с ограниченной ответственностью
Согласно п.3 ст.89 Гражданского Кодекса Российской Федерации (в ред. Федерального закона от 30.12.2008 N 312-ФЗ) учредительным документом ООО является его устав. Вышеуказанным законом учредительный договор исключен из списка учредительных документов ООО.
Устав ООО согласно п.3 ст.89 Гражданского кодекса Российской Федерации и п.2 ст.12 Закона «Об обществах с ограниченной ответственностью» должен содержать сведения о:
1. Полном и сокращенном фирменном наименовании ООО;
2. Месте нахождения общества;
3. Размере уставного капитала ООО;
4. Составе и компетенции органов ООО, в том числе о вопросах, составляющих исключительную компетенцию общего собрания участников ООО, о порядке принятия органами ООО решений, в том числе о вопросах, решения по которым принимаются единогласно или квалифицированным большинством голосов;
5. Правах и обязанностях участников ООО;
6. Порядке и последствиях выхода участника общества из ООО, если право на выход из общества предусмотрено уставом ООО;
7. Порядке перехода доли или части доли в уставном капитале ООО к другому лицу;
8. Порядке хранения документов общества и о порядке предоставления ООО информации участникам ООО и другим лицам;

Устав ООО может также содержать иные положения, не противоречащие Федеральным законам Российской Федерации, в том числе:
1. О порядке и размерах резервного и иных фондов;
2. Виды и (или) размер сделок, на которые распространяется порядок одобрения крупных сделок помимо предусмотренных Законом «Об обществах с ограниченной ответственностью»;
3. Указание на отсутствие необходимости решения общего собрания участников ООО и совета директоров (наблюдательного совета) ООО для совершения крупной сделки;
4. Иные сведения, требуемые действующим законодательством РФ.

24 сентября 2018 года Минэкономразвития утвердило (приказ № 411 от 01.08.2018) 36 типовых уставов на основании которых могут действовать ООО с конца июня 2019 года. Уставы различаются регламентом управления обществом. Использовать типовой устав не обязательно, остаётся возможность использования устава собственной разработки.